# Hoisbüttel
Hoisbüttel (niederdeutsch: Höösbüddel; Hoysbüddel) ist heute ein Ortsteil von Ammersbek im Kreis Stormarn (Schleswig-Holstein).

## Geschichte

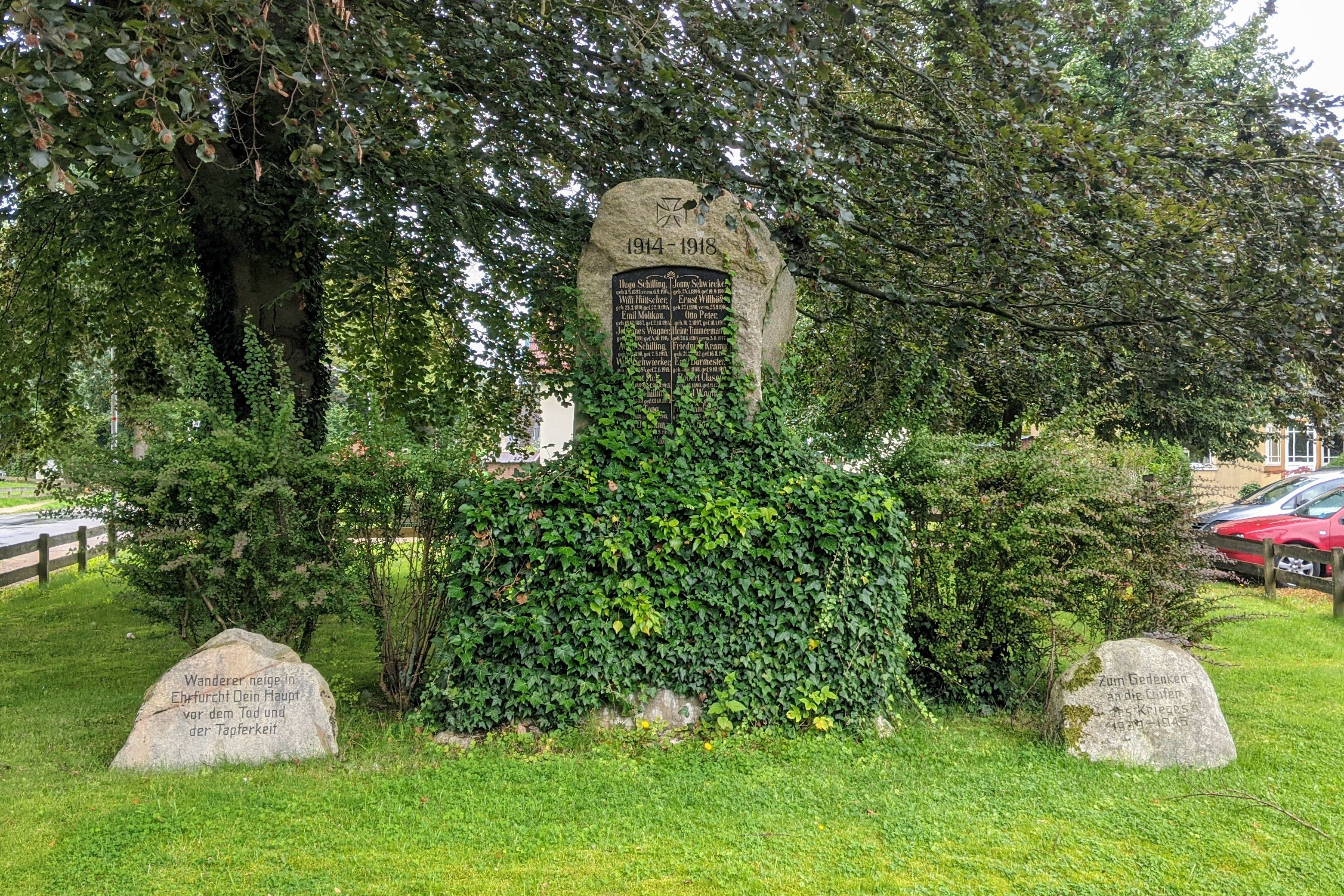
Hoisbüttel, Kriegerdenkmal

Hoisbüttel wurde erstmals 1262 urkundlich genannt. 1396 wurde das Dorf geteilt. In der einen Hälfte entstand das holsteinische Adlige Gut Hoisbüttel, während der andere Teil 1437 an Hamburg ging und dort eines der hamburgischen Walddörfer bildete. Seit Ende des 17. Jahrhunderts ist im holsteinischen Teil eine Schule nachgewiesen. Die Verkoppelung fand dort 1792 statt.

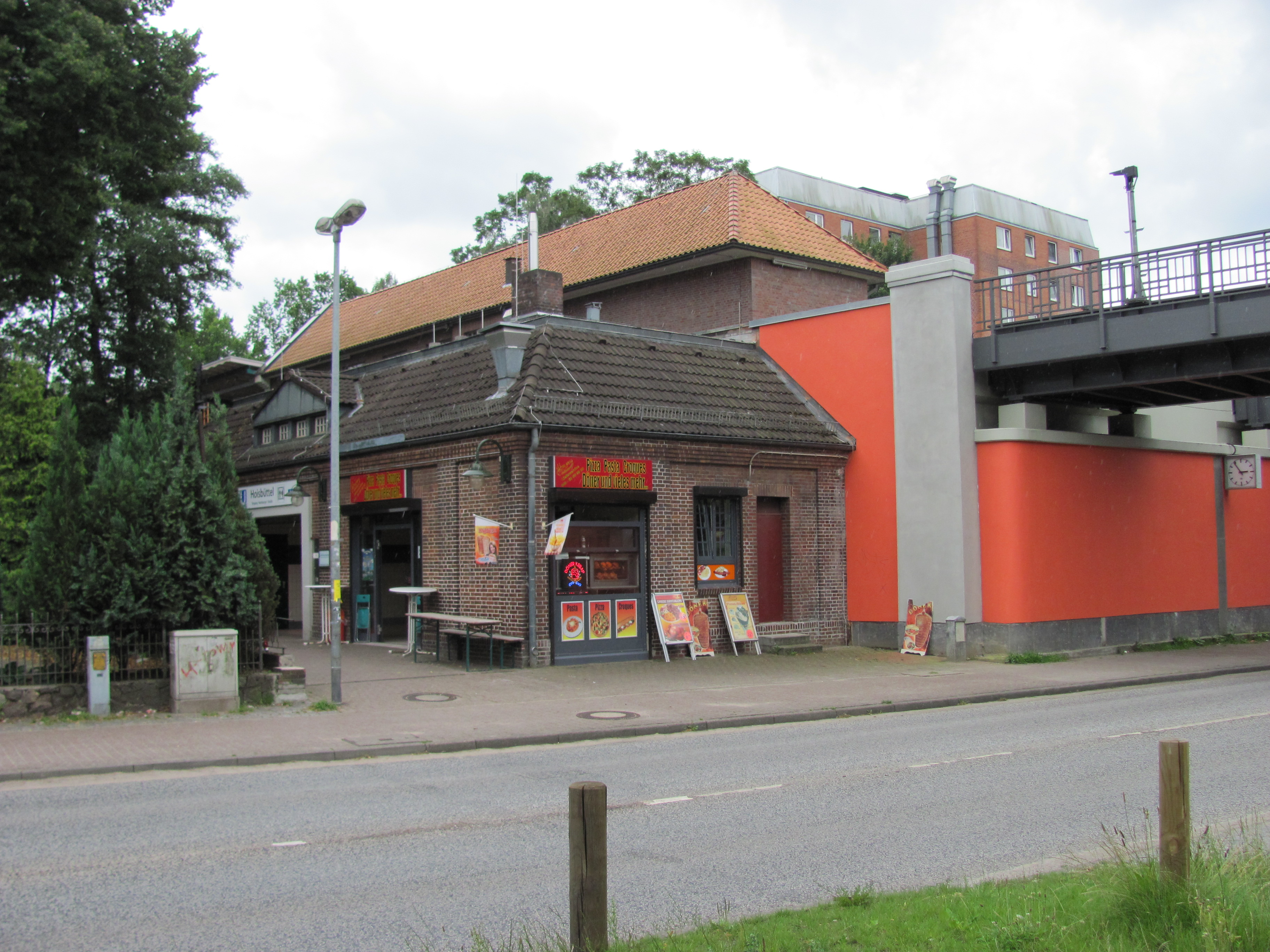
U-Bahnhof Hoisbüttel

1803 kam auch die hamburgische Dorfhälfte zu Holstein und gehörte dort – wie auch das Gut – zum alten landesherrlichen Amt Tremsbüttel. Beide Dorfteile blieben jedoch verwaltungsmäßig bis 1926 selbständig. Seit der preußischen Annexion Schleswig-Holsteins 1867 gehören beide Hoisbüttel zum Kreis Stormarn und kamen mit Einführung der preußischen Kommunalverfassung 1889 zum Amtsbezirk Bergstedt. Seit der Eröffnung des Haltepunktes Lottbek der Elektrischen Kleinbahn Alt-Rahlstedt–Volksdorf–Wohldorf 1907 bzw. der U-Bahnhaltestelle Hoisbüttel 1918 entwickelte sich der Hoisbüttler (jetzt Ammersbeker) Ortsteil Lottbek.
Als der Amtsbezirk Bergstedt aufgrund des Groß-Hamburg-Gesetzes 1937 aufgelöst wurde, kam die nunmehr wiedervereinigte Landgemeinde zum Amtsbezirk Ahrensburg. 1951 schied Hoisbüttel aus dem Amt Ahrensburg aus und bildete mit Bünningstedt das Amt Bünningstedt, aus dem am 1. Januar 1978 die Gemeinde Ammersbek entstand. Zum Zeitpunkt des Zusammenschlusses mit Bünningstedt hatte Hoisbüttel 4351 Einwohner.
Der U-Bahnhof Hoisbüttel ist eine U-Bahn-Station der U 1 (Norderstedt Mitte – Ohlstedt).